# 英吉利法律学校
| 英吉利法律学校 | 英吉利法律学校                                                   |
| -------------- | ---------------------------------------------------------------- |
| 創立           | 1885年7月11日（認可）                                            |
| 所在地         | 東京府神田区神田錦町                                             |
| 初代校長       | 増島六一郎                                                       |
| 後身校         | 東京法学院（1889年） 東京法学院大学（1903年） 中央大学（1905年） |

英吉利法律学校（イギリスほうりつがっこう）は、1885年（明治18年）、増島六一郎・菊池武夫・穂積陳重らによって東京府神田区神田錦町に設立された私立法律学校である。
なお本項目では後身校である東京法学院（とうきょうほうがくいん）、および専門学校令準拠の東京法学院大学・中央大学についても扱う。

## 概要

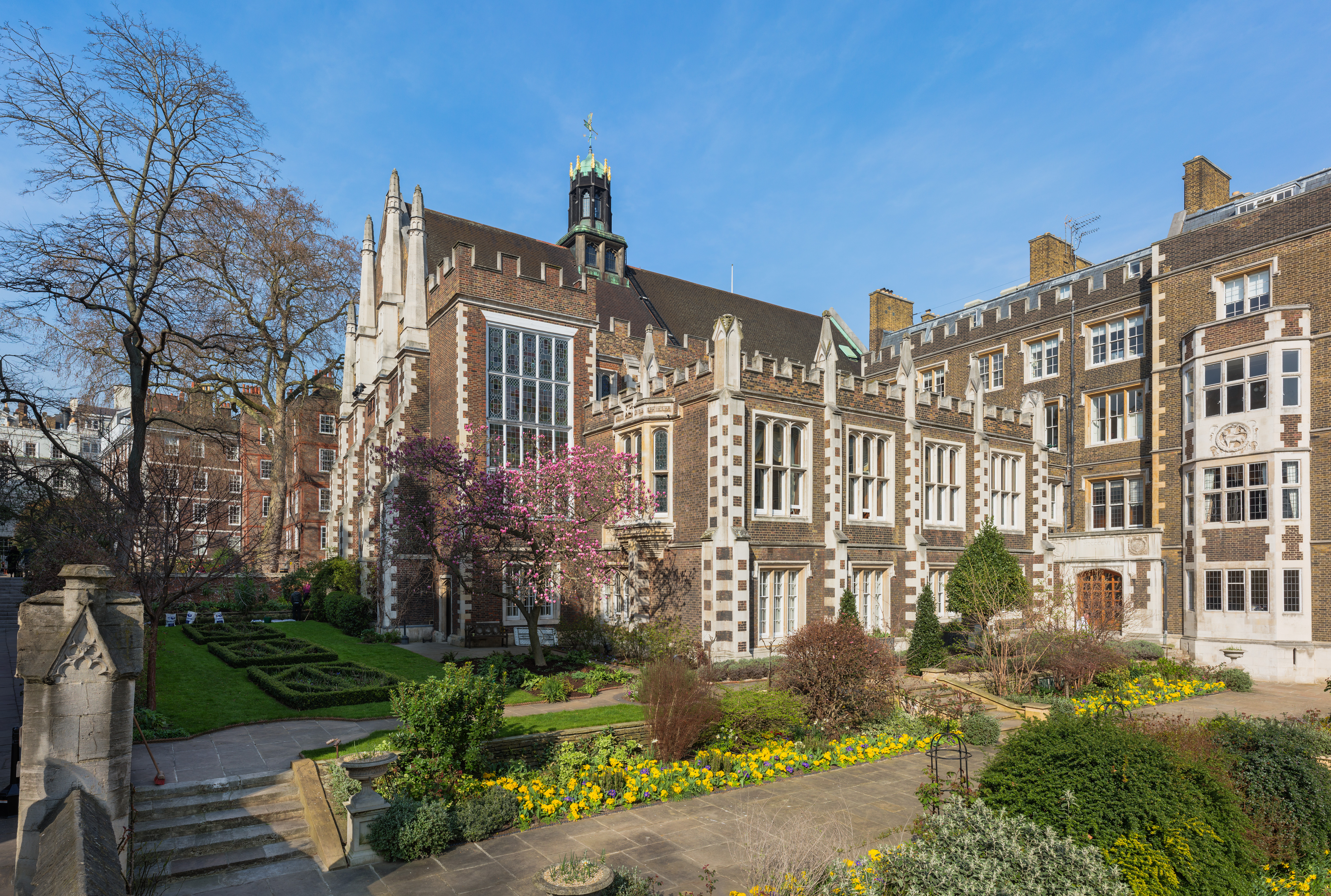
イギリス・ロンドンの「ミドル・テンプル」
創設者の岡村輝彦、穂積陳重、増島六一郎、土方寧が英法を学び法廷弁護士の法曹資格を得た。

現在の中央大学の前身である。旧東京大学法学部出身者により設立された準官学的な私立の法律学校で、イギリス法学を講じ当時のいわゆる「五大法律学校」の一つに数えられた。1889年、東京法学院と改称し、同年6月、伊藤博文、井上毅、伊東巳代治、金子堅太郎の共著『大日本帝国義解』を英訳版『Commentaries on the Constitution of the Empire of Japan』（英文帝国憲法義解）を国立印刷局から発行した。当時の総代高橋健三も序文を附した。
法典論争では法典実施延期論を主張した。

## 沿革
明治時代、日本の近代法制定（あるいは法学）において当初主流であったのはフランス法学であり、法律家育成にあたった官立2校のうち、司法省法学校ではボアソナードらフランス人法律家が講師を務め、官学におけるフランス法の研究・教育拠点であった。これに対して、英国国教会に属するイギリス・ロンドンのミドル・テンプルで英法を学んで法廷弁護士の法曹資格を得た岡村輝彦、穂積陳重、増島六一郎、土方寧を始め、旧東京大学法学部の卒業生・関係者ら、英米法学を修学した18名の法学者によって、1885年7月に設立の認可を受け、同年9月10日に東京府神田区神田錦町に設立されたのが英吉利法律学校である。
初代校長となる増島六一郎は、ミドル・テンプルで学び、当時欧米列強の模範国としての地位を占めていたイギリスの慣習法こそが、「法律実地応用ノ道」に達する最良の方法であるとして、帰国後に『英吉利（イギリス）法』の理念を伝えるため、仲間の法律家たちと創設に至ったものであった。慶應義塾の分校的教育機関である明治義塾跡地に設立され、東京英語学校と敷地を共同使用した。設立発起人・創立委員の一人であった増島六一郎が初代校長に就任し、司法省も年額5,000円の補助金を支給していた。
英吉利法律学校は、先行の英米法系法律学校（旧東京大学法学部のほか専修学校・東京専門学校）が英米法学のごく一部分を講義するに止まっていたのに対し、英米法全般の教授と、その経験主義的自由主義の精神を日本に導入して司法制度を確立することを目指した。1889年10月には「東京法学院」と改称し、同時期に始まった民法典論争では英法派の中心拠点として、帝国大学法科とともに激烈な法典実施延期論を唱え、実施断行論を主張する仏法系の和仏法律学校・明治法律学校と対立した。
1903年8月、専門学校令準拠の「東京法学院大学」と改称し、ついで2年後の1905年8月には現校名「中央大学」に改称、経済科を法律科から独立させ新設した。穂積陳重はミドル・テンプルを『中央法院』と訳したが、中央大学の「中」の字は、「ミドル・テンプル」の「ミドル」に由来すると言われている。
しかしこの時点で中央大学は制度的には旧制専門学校に過ぎず、大学令に準拠した大学へと名実ともに昇格したのは1920年（大正9年）4月16日のことである。

## 設立発起人
太字は創立委員。50音順。
| - 磯部醇 - 西川鉄次郎 - 穂積陳重 - 岡山兼吉 - 奥田義人 - 岡村輝彦 - 渡辺安積 - 高橋一勝 - 高橋健三 | - 山田喜之助 - 増島六一郎 - 藤田隆三郎 - 江木衷 - 合川正道 - 菊池武夫 - 渋谷慥爾 - 土方寧 - 元田肇 |

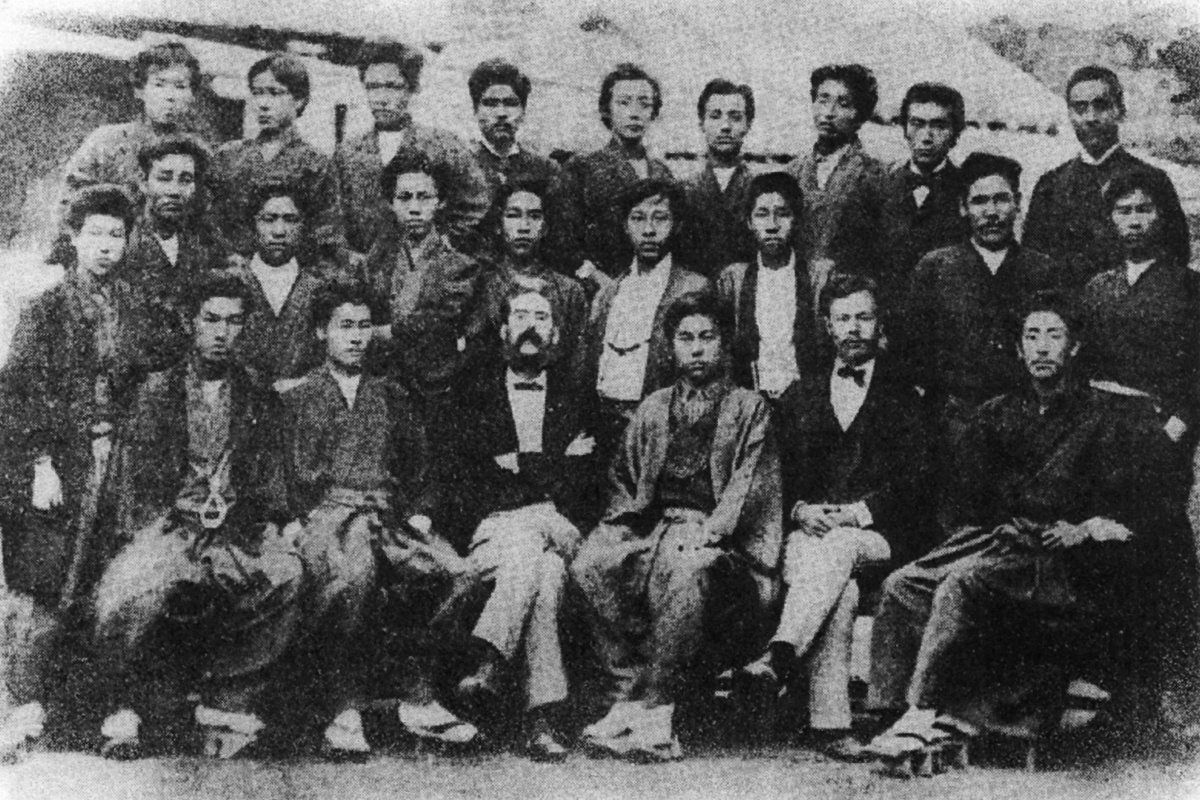
東京大学法学部生と卒業生（1880年。中列右端が合川正道、4人目が山田喜之助、5人目が土方寧、8人目が岡山兼吉、後列右から2人目が増島六一郎、8人目が渡辺安積）

高橋一勝（1853 - 1886）は増島と同じ明治12年に東京大学を卒業し、大学卒業者としてはじめての代言人となった人物だが、コレラにより早世した。

## 歴代校長・院長・学長
英吉利法律学校校長
| 代 | 校長 | 校長       | 在任時期               | 備考                                           |
| -- | ---- | ---------- | ---------------------- | ---------------------------------------------- |
| 1  |      | 増島六一郎 | 1885年9月 - 1889年10月 | 弁護士、英吉利法律学校の18名の創立者の中心人物 |

東京法学院院長
| 代 | 院長 | 院長       | 在任時期               | 備考                           |
| -- | ---- | ---------- | ---------------------- | ------------------------------ |
| 1  |      | 増島六一郎 | 1889年10月 - 1891年4月 | 院長退任後は弁護士業に専念する |
| 2  |      | 菊池武夫   | 1891年4月 - 1903年8月  | 東京弁護士会会長、貴族院議員   |

東京法学院大学学長
| 代 | 学長 | 学長     | 在任時期              | 備考                         |
| -- | ---- | -------- | --------------------- | ---------------------------- |
| 1  |      | 菊池武夫 | 1903年8月 - 1905年8月 | 東京弁護士会会長、貴族院議員 |

- 1903年（明治36年）より「専門学校令」による大学。

中央大学学長
| 代 | 学長 | 学長       | 在任時期              | 備考                                           |
| -- | ---- | ---------- | --------------------- | ---------------------------------------------- |
| 1  |      | 菊池武夫   | 1905年8月 - 1912年7月 | 在任中に死去                                   |
| 2  |      | 奧田義人   | 1912年7月 - 1913年3月 | 衆議院議員、貴族院議員、東京市長               |
| 3  |      | 岡村輝彦   | 1913年3月 - 1914年6月 | 大審院判事、横浜始審裁判所長、東京弁護士会会長 |
| 4  |      | 奧田義人   | 1914年6月 - 1917年8月 | 在任中に死去                                   |
| 5  |      | 岡野敬次郎 | 1917年8月 - 1923年9月 | 司法大臣、農商務大臣、文部大臣                 |

## 校地の変遷と継承

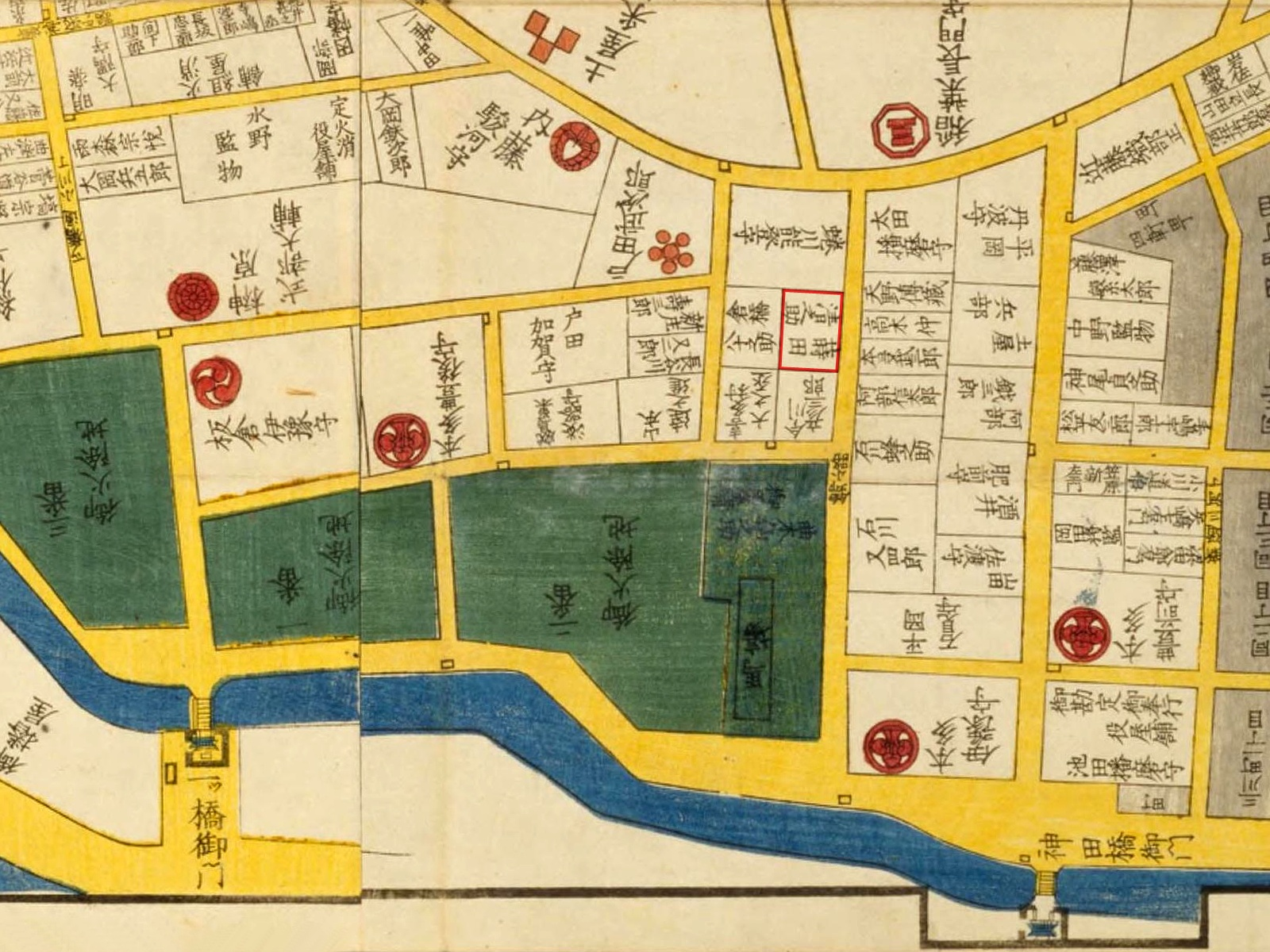
英吉利法律学校の開校地となる旧旗本蒔田邸（赤枠内）

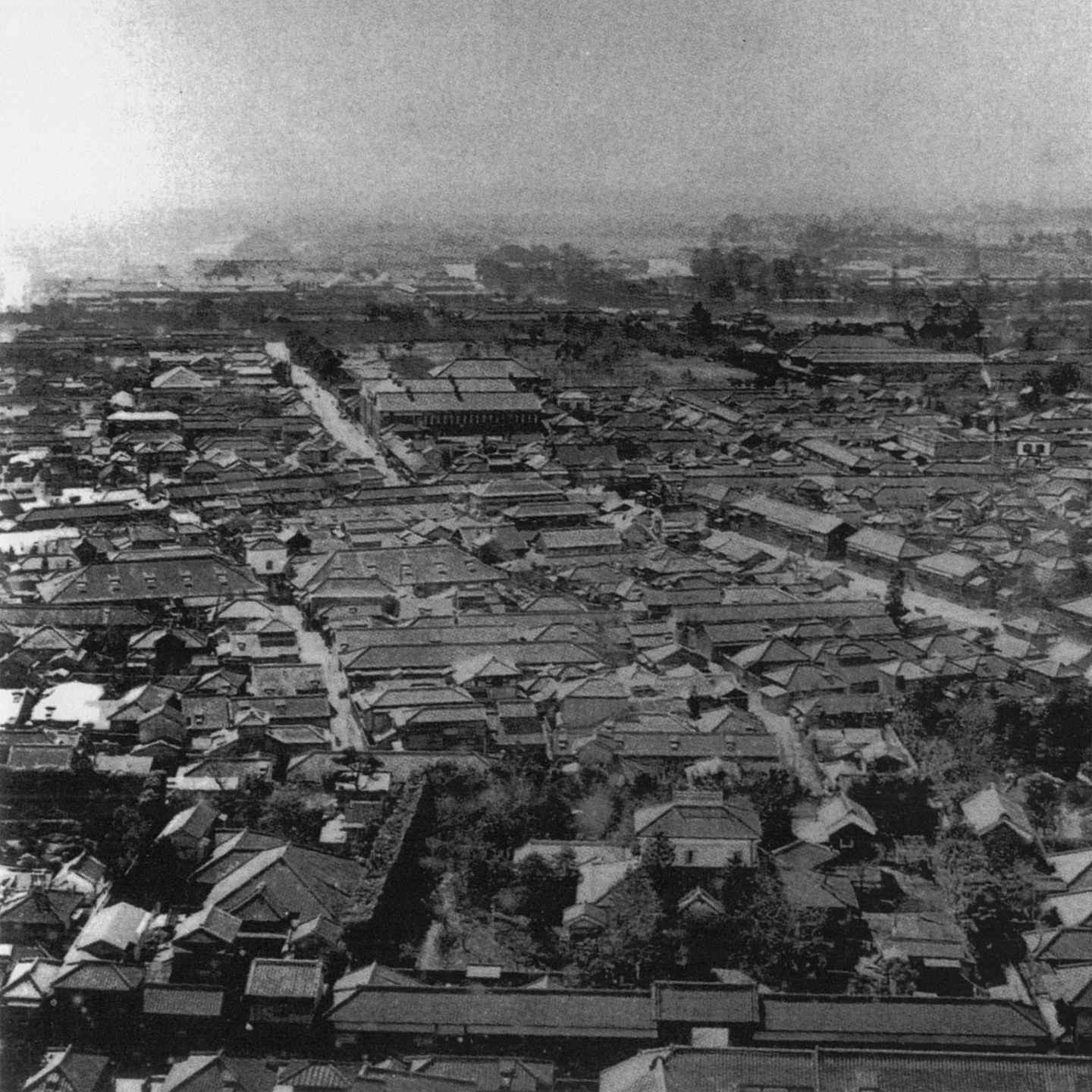
明治中期の神田錦町

英吉利法律学校は1885年（明治18年）に神田区（戦後の千代田区）神田錦町2丁目2番地で開校した。この地はもと旗本蒔田氏の屋敷跡で、維新後に山階宮晃親王邸となっていたのを三菱が買収して三菱商業学校（のちに明治義塾と改称）の校地としたが、経営不振で廃校となったため、岡山兼吉と増島六一郎の斡旋により三菱から4,128円で購入し、英吉利法律学校と東京英語学校が共同使用することになった。しかし学生数の増加ですぐ手狭になったため、1887年（明治20年）に煉瓦造2階建ての新校舎（辰野金吾設計）を建設し、翌年2月に落成式を行った。
錦町校舎は1892年（明治25年）と1917年（大正6年）の火災、さらに1923年（大正12年）の関東大震災で打撃を受け、そのつど復旧を行ったが、将来の発展を見越して1926年（大正15年）に駿河台南甲賀町の戸田氏共伯爵邸跡に校舎を新築し、錦町の旧校地は電機学校（現・東京電機大学）に売却した（なお、中央大学の法学部を含む文系学部は1978年（昭和53年）以降、駿河台校舎から多摩校舎（東京都八王子市東中野）に移転しており、駿河台の跡地には中央大学の「駿河台記念館」が建てられている）。

## 関連文献
事典項目
- 松尾章一「中央大学」『国史大辞典』第9巻 吉川弘文館、1988年
- 吉井蒼生夫「英吉利法律学校」『日本史大事典』第1巻 平凡社、1992年
- 大沢勝「中央大学」同上第4巻 平凡社、1993年

単行書
- 天野徳也 『中央大学三十年史』 法学新報社、1915年
- 中央大学 『中央大学五十年史』 1935年
- 中央大学七十年史編纂所 『中央大学七十年史』 中央大学、1955年
- 中央大学百年史編集委員会専門委員会 『中央大学百年史』 学校法人中央大学、全四巻、2001-2005年
- 中央大学史料委員会専門委員会・中央大学入学センター事務部大学史編纂課『タイムトラベル中大125 : 1885→2010』中央大学、2010年
- 天野郁夫『旧制専門学校論』玉川大学出版部、1993年
- 同『大学の誕生（上）：帝国大学の時代』中公新書、2009年 ISBN 9784121020048